# Holy Diver
Holy Diver — дебютний студійний альбом американського хеві-метал гурту Dio, який був випущений 25 травня 1983 року.
Після звільнення з Black Sabbath Ронні Джеймс Діо зібрав нову групу, до якої увійшли ударник Вінні Аппісі, басист Джиммі Бейн та гітарист Вівіан Кемпбелл. Дебютний альбом Holy Diver був записаний у стилі на той час останніх робіт Black Sabbath — Heaven and Hell і Mob Rules, що залучило багатьох фанатів цього гурту до нового колективу Ронні.
Holy Diver зайняв 13-е місце в британських чартах і 56-е в США (але він став золотим і згодом двократно платиновим) Критики високо оцінюють альбом, і багато пісні з нього вважаються гімнами та класикою важкого року. Сам Ронні Джеймс Діо був визнаний читачами журналу «Kerrang!» найкращим вокалістом, а його група — найкращим новим колективом 1983 року. В інтерв'ю 2005 року Діо сказав, що для нього є три ідеальні альбоми: Rising, Heaven and Hell і Holy Diver.
На пісні «Holy Diver» та «Rainbow in the Dark» було знято відеокліпи.

## Створення гурту
У період з 1980 по 1982 рік Ронні Джеймс Діо був учасником групи Black Sabbath. За словами Тоні Айоммі, поява Ронні дозволило групі відкрити нові горизонти в музиці та змінити ритміку. Перший альбом за його участю — Heaven and Hell (1980) мав величезний успіх: посів дев'яте місце у чартах Великій Британії, був проданий тиражем понад мільйон копій і подарував групі нове покоління фанів. Другий альбом, Mob Rules, трохи поступався попереднику, але тим не менш став золотим.
У жовтні 1982 року Ронні Джеймс Діо та барабанщик Вінні Аппісі покинули групу. Причиною звільнення став конфлікт, який стався після того, як їх звинуватили у проникненні на студію вночі та виведенні себе у міксі на передній план під час запису концертного альбому Live Evil. Також розкол міг статися через те, що старі учасники групи, на відміну від нових, ніколи не знаходили часу для спілкування з шанувальниками. Сам Ронні говорив, що сварки у студії були лише приводом: музиканти бачилися тільки на концертах і на студії, і стосунки між ними були натягнуті.
Так чи інакше, Ронні Джеймс Діо пішов з Black Sabbath і разом з Вінні Аппісі вирушив до Англії, щоб розпочати пошуки музикантів для майбутнього власного гурту. Незабаром запрошення отримав колишній колега Ронні з Rainbow  - басист Джиммі Бейн. Музикант дав свою згоду і запропонував розглянути двох гітаристів: Джона Сайкса, відомого по роботі в Thin Lizzy та Whitesnake, та Вівіана Кемпбелла. Вибір упав на другого, і після створення аранжувань до пісень Holy Diver і Don't Talk to Strangers справа пішла в гору. До приходу Кемпбелла Діо доводилося на репетиції самому грати партії гітари.
Пізніше в одному з інтерв'ю Діо сказав, що Вівіан має свій чудовий стиль: «він не просто грає ритми — у нього гітара співає, як у Тоні Айоммі, і що у нього найшвидше зап'ястя на Землі». Але в той час гітаристу було всього 19 років, і, потрапивши на такий високий рівень, він був трохи наляканий і відгородився від лідера групи, що згодом могло зіграти роль у його виходу з групи.
За словами Діо, група була створена у сприятливий час, все доводилося до місця: на репетиціях панувала приголомшлива атмосфера, і спроби записувати відразу ж увінчалися успіхом: «Всім хотілося бути великими. Ми дійсно вірили в те, що робимо і не могли дочекатися, коли зможемо показати людям готовий продукт».

## Запис
Перед початком запису альбому Ронні Джеймс Діо провів тиждень в англійському містечку, неподалік якого знаходився середньовічний замок . Містична атмосфера цього замку надихнула Ронні на створення альбому і вплинула на його зміст.
Holy Diver записувався у Лос-Анджелесі на студії Sound City. Через три тижні після початку запису групі зателефонували з Warner Brothers і запропонували зустрітися з продюсером Тедом Темплманом (англ.  Ted Templeman). Після цього лейбл оплатив студію, і далі все пішло, як по маслу.
Всі клавішні партії були зіграні Ронні Джеймсом Діо і Джиммі Бейном, але в червні 1983 року, перед початком турне в групі з'явився сесійний клавішник Клод Шнель (англ.  Claude Schnell), який пізніше став постійним членом колективу.
Лідер гурту став також і продюсером альбому. Для нього це було в новинку: довелося згадати, як це робив у Black Sabbath Мартін Бірч. Ронні допомагав звукоінженер, і разом вони пробували все, що спадало на думку, і експериментували.
В одному з інтерв'ю Ронні Джеймс Діо трохи розповів про свої тексти до пісень:
|                    | Я читав все на світі, особливо наукову фантастику та Вальтера Скотта з його середньовічними сюжетами. Я не пишу любовних пісень, це не моя ціль. Довгий час я був захоплений моральними аспектами, тому що пісні мають бути хоча б байками, якщо їм більше нема чим бути. У Black Sabbath я торкався дуже важких ситуацій, які багатьох призводять до смерті. Він «злий» хлопець, бо пише злі пісні? Це не правда. Моєю метою завжди було зробити людей впевненішими в тому, що без добра не буває зла, і без зла добра бути не може, це їхній вибір. Усі пісні з позитивною кінцівкою. |
| — Ронні Джеймс Діо | |

Альбом вийшов 25 травня 1983 року.
На заголовну пісню та на композицію Rainbow in the Dark були зняті відеокліпи. За сюжетом кліпу «Holy Diver», роботою над яким керував Артур Елліс, Ронні постає в образі варвара, що блукає по покинутому місту. Спочатку він б'є своїм мечем лиходія, перетворюючи його на щура, а після цього прямує в кузню, де йому кують новий меч. У кліпі на «Rainbow in the Dark» Діо співає на даху, а молодий чоловік в окулярах, піджаку і з портфелем в руках слідує за дівчиною, яка йому сподобалася. Незабаром закоханий бачить, як вона виходить із дому разом із гітаристом Dio, і після цього кидає портфель і біжить геть.
За мотивами альбому була створена гра Holy Diver , головним персонажем якої став сам лідер гурту, який зображений в одязі, використаному під час знімання кліпу.

## Обкладинка
Обкладинка, на якій зображений монстр, що вбиває католицького священика, викликала багато суперечок. Сам Діо пояснив, що хотів показати того, хто за ідеєю повинен бути монстром, який вбиває того, хто за ідеєю повинен бути священиком. Коли люди питали його, чому священик зображений під загрозою смерті, музикант відповідав: «А чого ви взяли, що це не священик, що вбиває монстра?  Не судіть обкладинку, судіть те, що всередині».
Монстр, який отримав ім'я Мюррей став символом групи і з'являвся багатьох обкладинках наступних альбомів. Сам Діо вважав Мюррея позитивним персонажем.

## Перший концерт і тур на підтримку альбому
Перший виступ гурту Dio відбувся в місті Антіок, Каліфорнія. За словами Ронні, зал був справжнім сараєм, підлога була загажена так, ніби в ній тримали корів. Місткість цієї будівлі допускала 3000 відвідувачів, але було набито близько 5000, група зрозуміла, що все має вийти, і з цього все почалося.
Сцена під час туру на підтримку альбому була оформлена відповідно до обкладинки — у вигляді казкових гір, посередині яких був прорубаний тунель у вигляді печери.
У 1983 році гурт з великим успіхом виступив на фестивалі «Monsters of Rock» у Донінгтоні.

## Перевидання та концертний альбом
У 2005 році Holy Diver було перезаписано та перевидано на лейблі Rock Candy Records. У новий варіант увійшло інтерв'ю з Ронні Джеймсом Діо. Треки 10-19 — відповіді лідера групи на запитання про альбом. Самі питання не включені до запису, але їх можна прочитати у буклеті до альбому. Бонуси (більшість із них — пісні, записані на концертах) потрапили лише на японські бокс-сети, видані обмеженим тиражем.
18 квітня 2006 року на лейблі Eagle вийшов концертний альбом Holy Diver – Live. Альбом, записаний під час концерту в Лондоні 22 жовтня 2005 , складається з двох дисків: на першому можна почути виконання всіх пісень з альбому Holy Diver , а на другий диск увійшли пісні часів Діо в Black Sabbath («Sign of the Southern Cross», «Heaven & Hell»), у Rainbow («Tarot Woman», «Gates of Babylon», «Man on the Silver Mountain», «Long Live Rock 'n' Roll») та композиції з альбому The Last in Line («One Night in the City», «We Rock»). Сайт Allmusic оцінює Holy Diver-Live як найкращий концертний альбом Діо як за виконанням, так і за підбором композицій.

## Критика
У Великій Британії альбом посів тринадцяте місце в чартах, а в США — п'ятдесят шосте, але попри це 12 вересня 1984 року він став золотим, 21 березня 1989  - платиновим, а 6 травня 2022 — двократно платиновим.
Сайт Allmusic оцінює альбом в 4,5 зірки і називає його відмінним (англ.  terrific)
|  | Також як і два альбоми Black Sabbath, Heaven and Hell та Mob Rules, Holy Diver починається з напору стилю хеві-метал, який зосереджений в шаленій композиції «Stand Up and Shout», і після цього занурює у важку неквапливу епічну заголовну композицію з ритмом, що гіпнотизує. Пісня Holy Diver - гідний наступник знаменитих композицій минулого Діо в Rainbow: Stargazer і Black Sabbath: Sign of the Southern Cross. Але такі гімни металу, як Straight Through the Heart, Invisible і колиска перевертня Shame on the Night надихають не менше. Додавши надзвичайно привабливі мелодії у важкі рифи, які переважають у зручних піснях: "Gypsy", "Caught in the Middle" і популярної "Rainbow in the Dark" (у ній співак виконав партію клавіш), Діо довів, що може успішно суперничать з останньою модою у рокі |

В 2002 альбом зайняв 73-ю позицію в рейтингу «100 кращих рок-альбомів всіх часів» за версією журналу Classic Rock.

## Трек-лист
Автор слів Ронні Джеймс Діо. 
| #     | Назва                        | Автор                 | Тривалість |
| ----- | ---------------------------- | --------------------- | ---------- |
| 1.    | «Stand Up and Shout»         | Діо, Бейн             | 3:18       |
| 2.    | «Holy Diver»                 | Діо                   | 5:51       |
| 3.    | «Gypsy»                      | Діо, Кемпбелл         | 3:39       |
| 4.    | «Caught in the Middle»       | Діо, Аппісі           | 4:14       |
| 5.    | «Don’t Talk to Strangers»    | Діо                   | 4:53       |
| 6.    | «Straight Through the Heart» | Діо, Бейн             | 4:31       |
| 7.    | «Invisible»                  | Діо, Аппісі, Кемпбелл | 5:24       |
| 8.    | «Rainbow in the Dark»        | Діо, Аппісі, Кемпбелл | 4:15       |
| 9.    | «Shame on the Night»         | Дио, Аппісі, Кемпбелл | 5:20       |
| 41:15 |                              |                       |            |

| Бонусний диск делюкс-видання | Бонусний диск делюкс-видання                                                    | Бонусний диск делюкс-видання |
| #                            | Назва                                                                           | Тривалість                   |
| ---------------------------- | ------------------------------------------------------------------------------- | ---------------------------- |
| 1.                           | «Evil Eyes» (Studio B-Side of «Holy Diver»)                                     | 3:43                         |
| 2.                           | «Stand Up & Shout» (Live B-Side of «Rainbow in the Dark»)                       | 4:12                         |
| 3.                           | «Straight Through the Heart» (Live B-Side of «Rainbow in the Dark»)             | 4:33                         |
| 4.                           | «Stand Up & Shout» (Live, "King Biscuit Flower Hour", 30 жовтня 1983)           | 3:37                         |
| 5.                           | «Shame on the Night» (Live, "King Biscuit Flower Hour", 30 жовтня 1983)         | 5:19                         |
| 6.                           | «Children of the Sea» (Live, "King Biscuit Flower Hour", 30 жовтня 1983)        | 6:14                         |
| 7.                           | «Holy Diver» (Live, "King Biscuit Flower Hour", 30 жовтня 1983)                 | 5:57                         |
| 8.                           | «Rainbow in the Dark» (Live, "King Biscuit Flower Hour", 30 октября 1983)       | 5:14                         |
| 9.                           | «Man on the Silver Mountain» (Live, "King Biscuit Flower Hour", 30 жовтня 1983) | 6:50                         |
| 45:49                        |                                                                                 |                              |

## Учасники запису
- Ронні Джеймс Діо — вокал, клавішні
- Вінні Аппісі — ударні
- Джиммі Бейн — бас-гітара, клавішні
- Вівіан Кемпбелл — гітара

## Чарти
| Год  | Чарт                          | Позиция |
| ---- | ----------------------------- | ------- |
| 1983 | UK Albums Chart               | 13      |
| 1983 | Swedish Albums Chart          | 18      |
| 1983 | New Zealand Albums Chart      | 43      |
| 1983 | German Albums Chart           | 52      |
| 1983 | US Billboard 200              | 56      |
| 2012 | Oricon Japanese Albums Charts | 176     |

| Год  | Название            | Чарт                  | Позиция |
| ---- | ------------------- | --------------------- | ------- |
| 1983 | Holy Diver          | Mainstream Rock (USA) | 40      |
| 1983 | Holy Diver          | Swedish Singles Chart | 60      |
| 1983 | Holy Diver          | UK Singles Chart      | 72      |
| 1983 | Rainbow in the Dark | Mainstream Rock (USA) | 14      |
| 1983 | Rainbow in the Dark | UK Singles Chart      | 46      |

## Сертифікації
| Регіон | Сертифікація  | Продажі   |
| --- | ------------- | --------- |
| Велика Британія (BPI)                                                                                            | Срібний       | 60 000^   |
| США (RIAA) | 2× Платиновий | 2 000 000 |
| ^відвантаження, що базуються лише на сертифікаціях · продажі+прослуховування, що базуються лише на сертифікаціях |               |           |